# 65-я пехотная дивизия (США)
65-я пехотная дивизия (англ. 65th Infantry Division) — дивизия Армии США. Прозвище — «Боевой Топор» (англ. Battle-Axe).

## Вторая мировая война
Сформирована 16 августа 1943 года. С января 1945 года на Западном фронте во Франции.
Состав: 259, 260, 261-й пехотные полки; 720-й (сред.), 867, 868, 869-й (лег.) полевые артиллерийские батальоны.
Кампании: Северо-Западная Европа (январь — май 1945 гг.; 3-я и 15-я армии).
Командиры:
генерал-майор Стенли Э. Рейнхарт (август 1943 — июль 1945 гг.);
бригадный генерал Джон Э. Коупленд (август 1945 г.)
Расформирована 31 августа 1945 года.